# Пневматична відсаджувальна машина

Відсаджувальна машина ПОМ-2А

Пневматична відсаджувальна машина (рос. пневматическая отсадочная машина, англ. pneumatic jig, air jig, pneumatic jigger, нім. pneumatische Setzmaschine f, luftgesteuerte Setzmaschine f, Luftsetzmaschine f) — збагачувальний апарат для розділення матеріалу за густиною на похилій нерухомій решітчастій поверхні під впливом пульсуючого повітряного потоку.

## Загальний опис
Пневматична відсаджувальна машина застосовується обмежено — переважно для збагачення дрібних класів (0 — 13 (25) мм) легко- та середньозбагачуваного вугілля вологістю не вище 4-5 %. Технологічні показники збагачення в П.в.м. нижчі, ніж у пневматичних сепараторів.
Конструктивно П.в.м. складається (рис.) з герметичного корпуса 1, у якому під кутом 10-11° до горизонту встановлено нерухоме решето 2. Під першим решетом змонтовано друге 3, а проміжок між ними заповнено порцеляновими кулями 4 (штучна відсаджувальна постіль). По довжині робоча поверхня складається з трьох секцій, кожна з яких обладнана пристроями для розвантаження продуктів збагачення: карманами 5, секторними затворами 6 і шнеками 7. Простір під решетами являє собою розподільчу повітряну камеру, до якої повітря надходить від вентилятора. Пульсації повітря створюються ротаційними пульсаторами 8. Розрівнювання вихідного матеріалу, що надходить у відсаджувальну машину, здійснюється шарнірно підвішеною зональною плитою 9. Вихідне вугілля секторним живильником 10 подається на решето відсаджувальної машини. Під дією пульсацій потоку повітря відсаджувальна постіль розшаровується і переміщується до розвантажувального кінця машини. При збагаченні одержують чотири продукти. Поріг перед другою секцією затримує породу, яка розвантажується із машини через перший карман. На другій секції відбувається подальше розшарування матеріалу з виділенням промпродукту, який розвантажується у другий карман. Решта матеріалу розшаровується на третій секції і при сході з решета легкі зерна концентрату відділяються від перемивного продукту за допомогою відсікача 11.
Перемивний продукт повертається у машину на перезбагачення.
Зверху машина закрита витяжним зонтом для відсмоктування запиленого повітря.
Пневматична відсаджувальна машина ПОМ-1 відрізняється від машини ПОМ-2А меншими габаритами і головним чином тим, що пульсації створюються не в кожному окремому відсіку індивідуально, а одним пульсатором для всієї машини.
В зарубіжній практиці застосовуються пневматичні відсаджувальні машини, які не мають принципових конструктивних відмінностей від машин типу ПОМ, напр., пневматичні відсаджувальні машини Супер Ер-Флоу (США), машини фірм «Карлсхютте», «Гумбольд» (Німеччина), які відрізняються в основному кінематичною схемою.

## Технічні характеристики

Технічні характеристики пневматичних сепараторів і відсаджувальних машин